# Get Rich or Die Tryin' (саундтрек)
Офіційний саундтрек до фільму «Розбагатій або помри» видали 8 листопада 2005 р. на лейблах G-Unit Records та Interscope Records. Виконавчий продюсер: 50 Cent. Виконавчий співпродюсер: Sha Money XL. Реліз розійшовся накладом у 317 тис. проданих копій за перший тиждень, кращий результат тоді був лише у The Road and the Radio кантрі-співака Кенні Чесні. Наразі тираж становить понад 3 млн. в усьому світі. RIAA надала альбому платиновий статус (у грудні 2005), а RIANZ — золотий.

## Сингли
- «Hustler's Ambition» видали 9 серпня 2005. Посів 65-ту сходинку Billboard Hot 100. Пісня розповідає про важкі часи в житті репера, описано швидке сходження до слави.

- «Window Shopper» випустили 6 листопада 2005. Посів 20-ту позицію Hot 100. Рання передрелізна версія містить нецензурований приспів, де згадано виконавців, з якими репер мав на той час біфи (Джа Рул, Jadakiss, Fat Joe, Nas і The Game).

- «Best Friend» видали 19 січня 2006. Посів 35-ту позицію Hot 100. Синглова версія записана з участю Olivia. У стрічці Маркус використовує слова з пісні для фліртування з Шарлін.

- «Have a Party» випустили 2 березня 2006. Посів 105-ту сходинку Hot 100. Пісню можна почути в дуже короткому фраґменті, коли Маркус був у в'язниці.

- «I'll Whip Ya Head Boy» видали 24 травня 2006. На сингловій версії присутні M.O.P. Посів 74-те місце Hot 100.

## Список пісень
| #   | Назва                                                                              | Продюсер(и)                           | Тривалість |
| --- | ---------------------------------------------------------------------------------- | ------------------------------------- | ---------- |
| 1.  | «Hustler's Ambition» (50 Cent)                                                     | B-Money «B$»                          | 3:57       |
| 2.  | «What If» (50 Cent)                                                                | Nick Speed                            | 3:05       |
| 3.  | «Things Change» (Spider Loc з участю 50 Cent та Lloyd Banks)                       | Sha Money XL, Black Jeruz             | 3:59       |
| 4.  | «You Already Know» (Lloyd Banks з участю 50 Cent та Young Buck)                    | The Outfit                            | 4:15       |
| 5.  | «When Death Becomes You» (M.O.P. з участю 50 Cent)                                 | Kickdrums Productions, Recognize Reel | 3:05       |
| 6.  | «Have a Party» (Mobb Deep з участю 50 Cent та Nate Dogg)                           | Fredwreck                             | 3:55       |
| 7.  | «We Both Think Alike» (50 Cent з участю Olivia)                                    | DJ Khalil                             | 3:05       |
| 8.  | «Don't Need No Help» (Young Buck)                                                  | Hi-Tek, J.R. Rotem                    | 2:50       |
| 9.  | «Get Low» (Lloyd Banks)                                                            | All-Star                              | 3:56       |
| 10. | «Fake Love» (Tony Yayo)                                                            | K.O.                                  | 3:20       |
| 11. | «Window Shopper» (50 Cent)                                                         | C. Styles, Sire                       | 3:10       |
| 12. | «Born Alone, Die Alone» (Lloyd Banks)                                              | Havoc                                 | 3:00       |
| 13. | «You a Shooter» (Mobb Deep з участю 50 Cent)                                       | Sha Money XL                          | 3:05       |
| 14. | «I Don't Know Officer» (50 Cent з участю Prodigy, Spider Loc, Lloyd Banks та Mase) | Jake One, Malay]                      | 4:32       |
| 15. | «Talk About Me» (50 Cent)                                                          | Dr. Dre, Mike Elizondo, Che Vicious   | 3:41       |
| 16. | «When It Rains It Pours» (50 Cent)                                                 | Dr. Dre, Che Vicious, Mike Elizondo   | 4:02       |

| Бонус-треки | Бонус-треки                                           | Бонус-треки | Бонус-треки |
| #           | Назва                                                 | Продюсер    | Тривалість  |
| ----------- | ----------------------------------------------------- | ----------- | ----------- |
| 17.         | «Best Friend» (50 Cent)                               | Hi-Tek      | 4:11        |
| 18.         | «I'll Whip Ya Head Boy» (50 Cent з участю Young Buck) | Ron Browz   | 3:56        |

| Бонус-треки британського й японського видання | Бонус-треки британського й японського видання         | Бонус-треки британського й японського видання | Бонус-треки британського й японського видання |
| #                                             | Назва                                                 | Продюсер                                      | Тривалість                                    |
| --------------------------------------------- | ----------------------------------------------------- | --------------------------------------------- | --------------------------------------------- |
| 17.                                           | «Cloud 9» (50 Cent з участю Olivia)                   | DJ Khalil                                     | 4:35                                          |
| 18.                                           | «Best Friend» (50 Cent)                               | Hi-Tek                                        | 4:11                                          |
| 19.                                           | «I'll Whip Ya Head Boy» (50 Cent з участю Young Buck) | Ron Browz                                     | 3:56                                          |